# Новое Шенино
Новое Шенино — деревня Краснослободского района Республики Мордовия в составе Колопинского сельского поселения. 

## География
Находится на расстоянии примерно 30 километров по прямой на юго-восток от районного центра города Краснослободск.

## История
Известна с 1894 года, когда она была учтена как Шенинский выселок Краснослободского уезда из 77 дворов.

## Население
Постоянное население составляло 6 человек (русские 100%) в 2002 году, 0 в 2010 году .